# Rubus mollissimus
Rubus mollissimus är en rosväxtart som beskrevs av William Moyle Rogers. Rubus mollissimus ingår i släktet rubusar, och familjen rosväxter. Inga underarter finns listade i Catalogue of Life.